# Línea 1A (Urbanos de Alcalá de Henares)
La línea 1A de la red de autobuses urbanos de Alcalá de Henares es una línea circular que bordea la ciudad en el sentido de las agujas del reloj. El sentido contrario lo proporciona la línea 1B.

## Características
Esta línea fue creada en febrero de 2019, con motivo de una reordenación de la red, en el que la antigua línea 1 pasa a ser circular.
La línea circula exclusivamente por el término municipal de Alcalá de Henares. Como bien se expresa en la numeración interna del CRTM, recibe el número 1A005. El primer dígito corresponde a la línea, en este caso la línea 1A. Y los últimos tres dígitos corresponden al municipio por el que circula, en este caso 005 corresponde al municipio de Alcalá de Henares.
La línea no mantiene los mismos horarios todo el año, desde el 16 de julio al 31 de agosto se reducen el número de expediciones de lunes a viernes laborables (sábados laborables, domingos y festivos tienen los mismos horarios todo el año), además de los días excepcionales vísperas de festivo y festivos de Navidad en los que los horarios también cambian y se reducen.
Está operada por la empresa AlcalaBus (Monbus) mediante la concesión administrativa URCM-005 - Urbano de Alcalá de Henares (Urbanos Comunidad de Madrid) del Consorcio Regional de Transportes de Madrid.

## Horarios

### 1 septiembre - 15 julio
| Lunes a viernes laborables                                 |             |             |             |             |             |             |             |             |             |             |             |             |             |             |             |             |             |    |    |    |    |
| L1A Circular: FF.CC. La Garena > FF.CC. Alcalá-Universidad |             |             |             |             |             |             |             |             |             |             |             |             |             |             |             |             |             |    |    |    |    |
| 06                                                         | 07          | 08          | 09          | 10          | 11          | 12          | 13          | 14          | 15          | 16          | 17          | 18          | 19          | 20          | 21          | 22          | 23          |    |    |    |    |
| 00 15 30 45                                                | 00 15 30 45 | 00 15 30 45 | 00 15 30 45 | 00 15 30 45 | 00 15 30 45 | 00 15 30 45 | 00 15 30 45 | 00 15 30 45 | 00 15 30 45 | 00 15 30 45 | 00 15 30 45 | 00 15 30 45 | 00 15 30 45 | 00 15 30 45 | 00 15 30 45 | 00 15 30 45 | 00 15 30 45 |    |    |    |    |
| Noches de viernes laborables y vísperas de festivos        |             |             |             |             |             |             |             |             |             |             |             |             |             |             |             |             |             |    |    |    |    |
| L1A Circular: FF.CC. La Garena > FF.CC. Alcalá-Universidad |             |             |             |             |             |             |             |             |             |             |             |             |             |             |             |             |             |    |    |    |    |
|                                                            |             |             |             |             |             |             |             |             |             |             |             |             |             |             |             |             |             | 00 | 01 | 02 | 03 |
| 30                                                         | 30          | 30          | 30          |             |             |             |             |             |             |             |             |             |             |             |             |             |             |    |    |    |    |
| Sábados laborables                                         |             |             |             |             |             |             |             |             |             |             |             |             |             |             |             |             |             |    |    |    |    |
| L1A Circular: FF.CC. La Garena > FF.CC. Alcalá-Universidad |             |             |             |             |             |             |             |             |             |             |             |             |             |             |             |             |             |    |    |    |    |
| 06                                                         | 07          | 08          | 09          | 10          | 11          | 12          | 13          | 14          | 15          | 16          | 17          | 18          | 19          | 20          | 21          | 22          | 23          | 00 | 01 | 02 | 03 |
| 00 30 40                                                   | 00 20 40    | 00 20 40    | 00 20 40    | 00 20 40    | 00 20 40    | 00 20 40    | 00 20 40    | 00 20 40    | 00 20 40    | 00 20 40    | 00 20 40    | 00 20 40    | 00 20 40    | 00 20 40    | 00 20 40    | 00 20 40    | 00 20 45    | 30 | 30 | 30 | 30 |
| Domingos y festivos                                        |             |             |             |             |             |             |             |             |             |             |             |             |             |             |             |             |             |    |    |    |    |
| L1A Circular: FF.CC. La Garena > FF.CC. Alcalá-Universidad |             |             |             |             |             |             |             |             |             |             |             |             |             |             |             |             |             |    |    |    |    |
| 06                                                         | 07          | 08          | 09          | 10          | 11          | 12          | 13          | 14          | 15          | 16          | 17          | 18          | 19          | 20          | 21          | 22          | 23          |    |    |    |    |
|                                                            | 30 55       | 20 45       | 10 35       | 00 25 50    | 15 40       | 05 30 55    | 20 45       | 10 35       | 00 25 50    | 15 40       | 05 30 55    | 20 45       | 10 35       | 00 25 50    | 15 40       | 05 30 50    | 20          |    |    |    |    |

### 16 julio - 31 agosto
| Lunes a viernes laborables                                 |          |             |          |          |             |          |          |             |          |          |             |          |          |             |          |          |             |    |    |    |    |
| L1A Circular: FF.CC. La Garena > FF.CC. Alcalá-Universidad |          |             |          |          |             |          |          |             |          |          |             |          |          |             |          |          |             |    |    |    |    |
| 06                                                         | 07       | 08          | 09       | 10       | 11          | 12       | 13       | 14          | 15       | 16       | 17          | 18       | 19       | 20          | 21       | 22       | 23          |    |    |    |    |
| 00 15 30 45                                                | 03 24 42 | 00 18 36 54 | 12 30 48 | 06 24 42 | 00 18 36 54 | 12 30 48 | 06 24 42 | 00 18 36 54 | 12 30 48 | 06 24 42 | 00 18 36 54 | 12 30 48 | 06 24 42 | 00 18 36 54 | 12 30 48 | 06 24 42 | 00 18 36 50 |    |    |    |    |
| Noches de viernes laborables y vísperas de festivos        |          |             |          |          |             |          |          |             |          |          |             |          |          |             |          |          |             |    |    |    |    |
| L1A Circular: FF.CC. La Garena > FF.CC. Alcalá-Universidad |          |             |          |          |             |          |          |             |          |          |             |          |          |             |          |          |             |    |    |    |    |
|                                                            |          |             |          |          |             |          |          |             |          |          |             |          |          |             |          |          |             | 00 | 01 | 02 | 03 |
| 30                                                         | 30       | 30          | 30       |          |             |          |          |             |          |          |             |          |          |             |          |          |             |    |    |    |    |
| Sábados laborables                                         |          |             |          |          |             |          |          |             |          |          |             |          |          |             |          |          |             |    |    |    |    |
| L1A Circular: FF.CC. La Garena > FF.CC. Alcalá-Universidad |          |             |          |          |             |          |          |             |          |          |             |          |          |             |          |          |             |    |    |    |    |
| 06                                                         | 07       | 08          | 09       | 10       | 11          | 12       | 13       | 14          | 15       | 16       | 17          | 18       | 19       | 20          | 21       | 22       | 23          | 00 | 01 | 02 | 03 |
| 00 30 40                                                   | 00 20 40 | 00 20 40    | 00 20 40 | 00 20 40 | 00 20 40    | 00 20 40 | 00 20 40 | 00 20 40    | 00 20 40 | 00 20 40 | 00 20 40    | 00 20 40 | 00 20 40 | 00 20 40    | 00 20 40 | 00 20 40 | 00 20 45    | 30 | 30 | 30 | 30 |
| Domingos y festivos                                        |          |             |          |          |             |          |          |             |          |          |             |          |          |             |          |          |             |    |    |    |    |
| L1A Circular: FF.CC. La Garena > FF.CC. Alcalá-Universidad |          |             |          |          |             |          |          |             |          |          |             |          |          |             |          |          |             |    |    |    |    |
| 06                                                         | 07       | 08          | 09       | 10       | 11          | 12       | 13       | 14          | 15       | 16       | 17          | 18       | 19       | 20          | 21       | 22       | 23          |    |    |    |    |
|                                                            | 30 55    | 20 45       | 10 35    | 00 25 50 | 15 40       | 05 30 55 | 20 45    | 10 35       | 00 25 50 | 15 40    | 05 30 55    | 20 45    | 10 35    | 00 25 50    | 15 40    | 05 30 50 | 20          |    |    |    |    |

Paso por la Estación de Alcalá-Universidad aproximadamente 30 minutos después de su salida de la estación de La Garena. Duración del recorrido circular completo aproximadamente 60 minutos.

## Recorrido y paradas
| Código                                                                                | Zona | Localidad         | Denominación                                                             | Ubicación                                   | Líneas de la parada                               | Cercanías                     |
| ------------------------------------------------------------------------------------- | ---- | ----------------- | ------------------------------------------------------------------------ | ------------------------------------------- | ------------------------------------------------- | ----------------------------- |
| 15629                                                                                 |      | Alcalá de Henares | Glorieta de Fernando VII - Estación de La Garena                         | Glorieta de Fernando VII S/Nº               | 1A 1B                                             | La Garena                     |
| 12684                                                                                 |      | Alcalá de Henares | Avenida de Juan Carlos I - Calle de Agustín de Betancourt                | Avenida de Juan Carlos I Nº7                | 227 1A 11                                         |                               |
| 12686                                                                                 |      | Alcalá de Henares | Avenida de Juan Carlos I - Plaza de Jesús Guridi                         | Avenida de Juan Carlos I Nº1                | 227 1A 11                                         |                               |
| 12688                                                                                 |      | Alcalá de Henares | Avenida de Europa - Calle de Federico Chueca                             | Avenida de Europa Nº4                       | 227 1A 11                                         |                               |
| 12789                                                                                 |      | Alcalá de Henares | Avenida de Ajalvir - Calle de Amadeo Vives                               | Avenida de Ajalvir Nº10                     | 227 1A 11                                         |                               |
| 06960                                                                                 |      | Alcalá de Henares | Avenida de Daganzo - Glorieta del Chorrillo                              | Avenida de Daganzo Nº2A                     | 06960 A 251 255 1A 7 06960 B 227 252 254 FS2 9 11 |                               |
| 11430                                                                                 |      | Alcalá de Henares | Avenida de Doctor Marañón - Calle de Nuevo Baztán                        | Avenida de Doctor Marañón Nº8               | 251 255 1A 7                                      |                               |
| 11405                                                                                 |      | Alcalá de Henares | Calle de Alejo Carpentier - Instituto                                    | Calle de Alejo Carpentier Nº1               | 1A 7                                              |                               |
| 11407                                                                                 |      | Alcalá de Henares | Calle de Dámaso Alonso - Glorieta de Jacinto Benavente                   | Calle de Dámaso Alonso Nº14                 | 1A 7                                              |                               |
| 11409                                                                                 |      | Alcalá de Henares | Glorieta de Vicente Aleixandre - Calle Dámaso Alonso                     | Glorieta de Vicente Aleixandre Nº2          | 255 1A 7                                          |                               |
| 17075                                                                                 |      | Alcalá de Henares | Calle Octavio Paz - Calle de Ernesto Sabato                              | Calle Octavio Paz Nº10                      | 255 1A 7                                          |                               |
| 17077                                                                                 |      | Alcalá de Henares | Calle Octavio Paz - Calle de Carlos Fuentes                              | Calle Octavio Paz Nº50                      | 255 1A 7                                          |                               |
| 12258                                                                                 |      | Alcalá de Henares | Avenida de Benito Pérez Galdós - Calle de Pío Baroja                     | Avenida de Benito Pérez Galdós Nº3          | 227 255 1A 10                                     |                               |
| 20537                                                                                 |      | Alcalá de Henares | Avenida de Benito Pérez Galdós - Calle de José Martínez Ruiz Azorín      | Avenida de Benito Pérez Galdós Nº2          | 255 1A 3 10                                       |                               |
| 12357                                                                                 |      | Alcalá de Henares | Avenida de Benito Pérez Galdós - Calle Leopoldo Alas, Clarín             | Avenida de Benito Pérez Galdós Nº15         | 227 255 1A 3 10                                   |                               |
| 20529                                                                                 |      | Alcalá de Henares | Avenida de las Víctimas del Terrorismo - Calle de Sancho Garcés El Mayor | Avenida de las Víctimas del Terrorismo Nº13 | 1A 10                                             |                               |
| 20531                                                                                 |      | Alcalá de Henares | Avenida de las Víctimas del Terrorismo - Avenida de Alfonso VI           | Avenida de las Víctimas del Terrorismo Nº7  | 1A 10                                             |                               |
| 20533                                                                                 |      | Alcalá de Henares | Avenida de las Víctimas del Terrorismo - Calle de Sancho III             | Avenida de las Víctimas del Terrorismo Nº1  | 1A 10                                             |                               |
| 11750                                                                                 |      | Alcalá de Henares | Calle de Villamalea - Residencia de Mayores                              | Calle de Villamalea Nº1                     | 227 1A 3                                          |                               |
| 20535                                                                                 |      | Alcalá de Henares | Calle de Villamalea - Calle de Juan Ramón Jiménez                        | Calle de Villamalea Nº1                     | 227 1A 3                                          |                               |
| Las expediciones diurnas realizan las siguientes paradasː                             |      |                   |                                                                          |                                             |                                                   |                               |
| 20520                                                                                 |      | Alcalá de Henares | Universidad de Alcalá - Hospital Entrada Servicios                       | Avenida Principal de la Universidad S/Nº    | 1A                                                |                               |
| 20518                                                                                 |      | Alcalá de Henares | Universidad de Alcalá - Ambientales                                      | Avenida Principal de la Universidad S/Nº    | 1A                                                |                               |
| 20521                                                                                 |      | Alcalá de Henares | Universidad de Alcalá - Taller de Jardinería                             | Avenida Principal de la Universidad S/Nº    | 1A                                                |                               |
| 20524                                                                                 |      | Alcalá de Henares | Universidad de Alcalá - Jardín Botánico                                  | Calle 36 S/Nº                               | 1A                                                |                               |
| 17271                                                                                 |      | Alcalá de Henares | Vía Complutense - A-2                                                    | Vía Complutense S/Nº                        | 1A 1B 11                                          |                               |
| 09657                                                                                 |      | Alcalá de Henares | Plaza Zorita - Centro Comercial                                          | Plaza Zorita S/Nº                           | FS2 1A 1B 11                                      |                               |
| 20525                                                                                 |      | Alcalá de Henares | Calle de Doña Inés de Ulloa - Estación de Alcalá de Henares Universidad  | Calle de Doña Inés de Ulloa Nº1             | 1A 1B                                             | Alcalá de Henares Universidad |
| 09686                                                                                 |      | Alcalá de Henares | Vía Complutense - Varsovia                                               | Vía Complutense S/Nº                        | 1A 11                                             |                               |
| 13188                                                                                 |      | Alcalá de Henares | Vía Complutense - Formación Profesional                                  | Vía Complutense Nº131                       | 1A 11                                             |                               |
| Las expediciones nocturnas realizan las siguientes paradasː                           |      |                   |                                                                          |                                             |                                                   |                               |
| 19151                                                                                 |      | Alcalá de Henares | Hospital - Residencias Universitarias                                    | Carretera de Meco km. 0,6                   | 250 N202 1A 3                                     |                               |
| 11357                                                                                 |      | Alcalá de Henares | Universidad de Alcalá - Ciudad Residencial                               | Calle de Severo Ochoa S/Nº                  | 1A 2 3                                            |                               |
| 07066                                                                                 |      | Alcalá de Henares | Calle de Severo Ochoa - Calle Barberán y Collar                          | Calle de Severo Ochoa S/Nº                  | 250 N202 1A 2 3                                   |                               |
| 07064                                                                                 |      | Alcalá de Henares | Avenida de Meco - Club Hípico                                            | Avenida de Meco Nº16                        | 232 824 1A 2 3                                    |                               |
| 07062                                                                                 |      | Alcalá de Henares | Avenida de Meco - Residencia Hogar                                       | Avenida de Meco S/Nº                        | 1A 2 3                                            |                               |
| 18578                                                                                 |      | Alcalá de Henares | Avenida de Meco - Glorieta del Presidente Lázaro Cárdenas                | Avenida de Meco Nº9                         | 1A 2 3                                            |                               |
| 20558                                                                                 |      | Alcalá de Henares | Calle de Ávila - Calle de la Aviación Española                           | Calle de Ávila S/Nº                         | 1A 5                                              |                               |
| Paradas del itinerario habitual                                                       |      |                   |                                                                          |                                             |                                                   |                               |
| 09458                                                                                 |      | Alcalá de Henares | Calle de Ávila - Camino de la Esgaravita                                 | Calle de Ávila Nº67                         | 1A 5                                              |                               |
| 09459                                                                                 |      | Alcalá de Henares | Calle de Ávila - Avenida de Lope de Figueroa                             | Calle de Ávila Nº23                         | 1A 5 6 8                                          |                               |
| 17584                                                                                 |      | Alcalá de Henares | Avenida de Lope de Figueroa - Calle de Fernando de Flandes               | Avenida de Lope de Figueroa Nº53            | 229 1A 5                                          |                               |
| 20807                                                                                 |      | Alcalá de Henares | Avenida de Lope de Figueroa - Plaza de Rodríguez de Hita                 | Avenida de Lope de Figueroa S/Nº            | 229 1A                                            |                               |
| 07011                                                                                 |      | Alcalá de Henares | Avenida de Lope de Figueroa - Colegio                                    | Avenida de Lope de Figueroa Nº27            | 1A                                                |                               |
| 07013                                                                                 |      | Alcalá de Henares | Avenida de Lope de Figueroa - Plaza de la Juventud                       | Avenida de Lope de Figueroa Nº1             | 229 1A                                            |                               |
| 20544                                                                                 |      | Alcalá de Henares | Paseo del Val - Calle de Manuel Merino                                   | Paseo del Val Nº13                          | 1A                                                |                               |
| Las expediciones de lunes a viernes laborables realizan las siguientes paradasː       |      |                   |                                                                          |                                             |                                                   |                               |
| 20395                                                                                 |      | Alcalá de Henares | Calle Colegios - Calle de San Pedro y San Pablo                          | Calle Colegios Nº3                          | 1A 6 7                                            |                               |
| 19890                                                                                 |      | Alcalá de Henares | Calle de Santo Tomás de Aquino - Juzgados                                | Calle de Santo Tomás de Aquino Nº1          | 1A 7                                              |                               |
| Las expediciones de los sábados laborables, domingos y festivos realizan esta paradaː |      |                   |                                                                          |                                             |                                                   |                               |
| 20402                                                                                 |      | Alcalá de Henares | Paseo de Aguadores - Recinto Ferial                                      | Paseo de Aguadores Nº1                      | 1A 6 7 10                                         |                               |
| Paradas del itinerario habitual                                                       |      |                   |                                                                          |                                             |                                                   |                               |
| 09461                                                                                 |      | Alcalá de Henares | Calle Ronda Henares - Calle Gran Canal                                   | Calle Ronda Fiscal S/Nº                     | 1A 7 10                                           |                               |
| 06968                                                                                 |      | Alcalá de Henares | Calle Ronda Fiscal - Paseo de Las Moreras                                | Calle Ronda Fiscal Nº2                      | 229 231 232 1A 7 10                               |                               |
| 20542                                                                                 |      | Alcalá de Henares | Calle Ronda Fiscal - Calle de Luis Vives                                 | Calle Ronda Fiscal Nº16                     | 1A                                                |                               |
| 09447                                                                                 |      | Alcalá de Henares | Calle de San Vidal - Calle Ronda Fiscal                                  | Calle de San Vidal Nº25                     | 1A 5                                              |                               |
| 09448                                                                                 |      | Alcalá de Henares | Calle de San Vidal - Parque                                              | Calle de San Vidal S/Nº                     | 1A 5                                              |                               |
| 09449                                                                                 |      | Alcalá de Henares | Calle de San Vidal - Iglesia                                             | Calle de San Vidal Nº11                     | 1A 5                                              |                               |
| Paradas de las expediciones procedentes de Nuevo Alcalá                               |      |                   |                                                                          |                                             |                                                   |                               |
| 06965                                                                                 |      | Alcalá de Henares | Calle del Río Manzanzares - Calle del Río Torcón                         | Calle del Río Manzanzares Nº7               | 1A 7                                              |                               |
| 18805                                                                                 |      | Alcalá de Henares | Paseo de Pastrana - Calle Ronda Fiscal                                   | Paseo de Pastrana Nº35                      | 260 320 1A                                        |                               |
| 07413                                                                                 |      | Alcalá de Henares | Plaza Puerta del Vado - Paseo de Los Curas                               | Plaza Puerta del Vado Nº3                   | 1A 6                                              |                               |
| 06984                                                                                 |      | Alcalá de Henares | Paseo de Los Curas - Iglesia                                             | Paseo de Los Curas Nº25                     | 1A 6                                              |                               |
| 06985                                                                                 |      | Alcalá de Henares | Avenida de los Reyes Católicos - Calle de Mateo Alemán                   | Avenida de los Reyes Católicos Nº4          | 1A 6                                              |                               |
| 06989                                                                                 |      | Alcalá de Henares | Avenida de los Reyes Católicos - Calle San Fructuoso                     | Avenida de los Reyes Católicos Nº28         | 1A 6                                              |                               |
| Paradas del itinerario habitual                                                       |      |                   |                                                                          |                                             |                                                   |                               |
| 06992                                                                                 |      | Alcalá de Henares | Avenida de los Reyes Católicos - Alegría                                 | Avenida de los Reyes Católicos Nº42         | 1A 6                                              |                               |
| 06993                                                                                 |      | Alcalá de Henares | Avenida de los Reyes Católicos - Calle de Hernán Cortés                  | Avenida de los Reyes Católicos Nº58         | 1A 6                                              |                               |
| 06996                                                                                 |      | Alcalá de Henares | Avenida de Nuestra Señora de Belén - Colegio                             | Avenida de Nuestra Señora de Belén Nº12     | 1A 6                                              |                               |
| 19143                                                                                 |      | Alcalá de Henares | Avenida de Nuestra Señora de Belén - Camino del Juncal                   | Avenida de Nuestra Señora de Belén Nº18     | 1A 6                                              |                               |
| 19144                                                                                 |      | Alcalá de Henares | Avenida de Nuestra Señora de Belén - Calle de Diego de Alcalá            | Avenida de Nuestra Señora de Belén Nº36     | 1A 6                                              |                               |
| 12691                                                                                 |      | Alcalá de Henares | Avenida de Madrid - Polideportivo                                        | Avenida de Madrid S/Nº                      | 1A 6                                              |                               |
| 20087                                                                                 |      | Alcalá de Henares | Avenida de Madrid - Calle de Antonio Suárez                              | Avenida de Madrid Nº44                      | 223 824 1A                                        |                               |
| 12692                                                                                 |      | Alcalá de Henares | Avenida de Carlos III - Glorieta de Felipe IV                            | Avenida de Carlos III S/Nº                  | 1A                                                |                               |
| 12682                                                                                 |      | Alcalá de Henares | Avenida de Juan Carlos I - Estación de La Garena                         | Avenida de Juan Carlos I Nº16               | 227 1A 11                                         | La Garena                     |
| 15629                                                                                 |      | Alcalá de Henares | Glorieta de Fernando VII - Estación de La Garena                         | Glorieta de Fernando VII S/Nº               | 1A 1B                                             | La Garena                     |